# Hypsugo
A Hypsugo az emlősök (Mammalia) osztályának a denevérek (Chiroptera) rendjébe, ezen belül a kis denevérek (Microchiroptera) alrendjébe és a simaorrú denevérek (Vespertilionidae) családjába tartozó nem.

## Rendszerezés
A nembe az alábbi 18 faj tartozik:
- Hypsugo alaschanicus Bobrinskii, 1926
- Hypsugo anchietae Seabra, 1900 - korábban Pipistrellus anchietai
- Hypsugo anthonyi Tate, 1942 - korábban Pipistrellus anthonyi
- arab törpedenevér (Hypsugo arabicus) Harrison, 1979 - korábban Pipistrellus arabicus
- Hypsugo ariel Thomas, 1904 - korábban Pipistrellus ariel
- Hypsugo bodenheimeri Harrison, 1960 - korábban Pipistrellus bodenheimeri
- Hypsugo cadornae Thomas, 1916 - korábban Pipistrellus cadornae
- Hypsugo crassulus Thomas, 1904 - korábban Pipistrellus crassulus
- Hypsugo eisentrauti Hill, 1968 - korábban Pipistrellus eisentrauti
- Hypsugo imbricatus Horsfield, 1824 - korábban Pipistrellus imbricatus
- Hypsugo joffrei Thomas, 1915 - korábban Pipistrellus joffrei
- Hypsugo kitcheneri Thomas, 1915 - korábban Pipistrellus kitcheneri
- Hypsugo lophurus Thomas, 1915 - korábban Pipistrellus lophurus
- Hypsugo macrotis Temminck, 1840 - korábban Pipistrellus macrotis
- Hypsugo musciculus Thomas, 1913 - korábban Pipistrellus musciculus
- Hypsugo pulveratus Peters, 1871 - korábban Pipistrellus pulveratus
- alpesi denevér (Hypsugo savii) Bonaparte, 1837; típusfaj - korábban Pipistrellus savii
- Hypsugo vordermanni Jentink, 1890